# Бевер
Бевер (на нидерландски: Bever) е селище в Централна Белгия, окръг Хале-Вилворде на провинция Фламандски Брабант. Населението му е около 2000 души (2006).